# الکساندرا، بخش توماسزو مازویکی
الکساندرا، بخش توماسزو مازویکی (به لاتین: Aleksandrów, Tomaszów Mazowiecki County) یک منطقهٔ مسکونی در لهستان است که در Gmina Ujazd, Łódź Voivodeship واقع شده‌است.

## خصوصیات
الکساندرا ۳۰ نفر جمعیت دارد.